# Sverre Nordby
Sverre Nordby (* 13. März 1910 in Mjøndalen; † 4. Dezember 1978 ebenda) war ein norwegischer Fußballtorhüter. Er nahm an der Weltmeisterschaft 1938 in Frankreich teil, blieb dort aber ohne Einsatz.

## Spielerkarriere
Sverre Nordby absolvierte seine komplette Vereinslaufbahn bei Mjøndalen IF. Mit dieser Mannschaft gewann er 1933, 1934 und 1937 den norwegischen Pokal. Da eine landesweite Meisterschaft erst 1937 eingeführt wurde, war dies der einzige zu erringende nationale Titel.
Im Jahr 1937 wurde Nordby von Nationaltrainer Asbjørn Halvorsen auch erstmals in die norwegische Nationalmannschaft berufen. Er gab sein internationales Debüt am 24. Oktober 1937 vor 95.000 Zuschauern im Berliner Olympiastadion bei der 0:3-Freundschaftsspielniederlage gegen Deutschland, wobei er drei Gegentreffer von Otto Siffling hinnehmen musste. 14 Tage zuvor hatten die Norweger das erste Qualifikationsspiel zur Weltmeisterschaft 1938 in Frankreich mit 3:2 gegen Irland gewonnen, wobei Tom Blohm das Auswahltor hütete. Beim Rückspiel am 7. November in Dublin wurde dann Sverre Nordby aufgestellt. Durch ein 3:3 setzte sich Norwegen in der nur zwei Mannschaften umfassenden Qualifikationsgruppe durch und nahm somit erstmals an einer WM teil.
Für das Endturnier im Juni 1938 wurde Nordby in den norwegischen Kader berufen, wobei er seit dem Spiel in Dublin kein weiteres Länderspiel bestritten hatte. Auch in Frankreich kam er nicht zum Einsatz. Da das Turnier ausschließlich im K.-o.-Modus ausgetragen wurde, waren die Norweger nach der 1:2-Niederlage nach Verlängerung gegen Titelverteidiger Italien bereits im Achtelfinale ausgeschieden. Hier erhielt Henry Johansen im Tor den Vorzug.
Im weiteren Verlauf des Jahres 1938 etablierte sich Sverre Nordby dann mit drei Länderspieleinsätzen als Stammkraft im norwegischen Tor. 1939 folgten fünf weitere Partien, die letzte am 22. Oktober 1939 im Rahmen der Nordischen Meisterschaft in Kopenhagen gegen Dänemark (1:4). Infolge des Zweiten Weltkrieges und der deutschen Besetzung Norwegens wurde der Liga- und Länderspielbetrieb danach ausgesetzt.